# Kozienice
Kozienice là một thị trấn thuộc huyện Kozienicki, tỉnh Mazowieckie ở trung-đông Ba Lan. Thị trấn có diện tích 10 km². Đến ngày 1 tháng 1 năm 2011, dân số của thị trấn là 17886 người và mật độ 1712 người/km².